# 阿什顿·黑根斯
阿什顿·德韦恩·黑根斯（英語：Ashton Dewayne Hagans，1999年7月8日—）為美國男子籃球運動員，現效力於中国男子篮球职业联赛新疆广汇。
2024年2月8日，NBA波特兰开拓者與黑根斯簽下十天短約。2月23日，波特兰开拓者與黑根斯簽下双向合同。9月黑根斯加盟中国男子篮球职业联赛新疆广汇。

## 外部連結
- 阿什顿·黑根斯在NBA（英语）
- 阿什顿·黑根斯在中国男子篮球职业联赛
- 阿什顿·黑根斯在Basketball-Reference.com（NBA）（英语）
- 阿什顿·黑根斯在Basketball-Reference.com（NBA G聯盟）（英语）
- 阿什顿·黑根斯在Basketball-Reference.com（國際）（英语）
- 阿什顿·黑根斯在Sports-Reference.com（NCAA）（英语）
- 阿什顿·黑根斯在Eurobasket.com（球員）（英语）
- 阿什顿·黑根斯在Proballers（英语）
- 阿什顿·黑根斯在RealGM（英语）
- 阿什顿·黑根斯在中国篮球数据库
- 阿什顿·黑根斯在Flashscore（英语）